# Joseph Dickson
Joseph Dickson, född 1775 i Cumberland County, Pennsylvania, död 1844 i Sangamon County, Illinois, var en trapper från Illinois, verksam i Illinois och dåvarande Missouriterritoriet. Han är för eftervärlden känd som en av de två fångsmän vilka övertalade Lewis och Clark att låta John Colter återvända med dem till vildmarken, när Lewis och Clarks expedition var på hemväg efter två år i fält.

## Familjeliv
Joseph Dickson gifte sig i Pennsylvania 1798 med en irländska som hette Susan. Samma år flyttade de till Tennessee där deras två äldsta barn föddes. De fick tillsammans nio barn. 1802 flyttade de till Cahokia, Illinois. Familjefadern livnärde sig där på timmerhuggning och pälsfångst.

## Trapper i Missouri
På timmerhuggning hade Joseph Dickson lärt känna Forrest Hancock från Missouri, som av Daniel Boone fått upplysningar om Lewis och Clarks expedition. De beslöt sig för att ge sig iväg i expeditions kölvatten för att bedriva pälsfångst längs Missouriflodens övre lopp. Vintern 1804-1805 tillbringade de i vad som nu är de västra delarna av Iowa. De hade lycka med fångsten, men fick alla sina pälsverk stulna. Vintern 1805-1806 ingick de i ett större fångstlag, men deras pälsverk stals av lakotaindianer och Dickson blev skadad i ett slagsmål.

## Klippiga Bergen
I augusti 1806 var Dickson och Hancock åter på väg till fångstmarkerna, när de mötte Lewis och Clarks expedition i närheten av mandanernas byar. De övertalade Lewis att låta Colter ta avsked och följa med dem tillbaka till vildmarken. Vid Missouriflodens källflöden blev fångstmännen osams och Colter och Hancock lämnade Dickson att övervintra ensam. Det gjorde han genom att gräva en jordkula i en sluttning, där han bodde. Han blev emellertid snöblind och trodde att han skulle dö. Men efter att ha bett till Gud, gjorde han ett omslag på bark som återställde hans syn. Han kunde bege sig till St. Louis med en pälsfångst, som han fick såld för ett gott pris, och återvände sedan till sin familj i Illinois. 

## Illinois
Joseph Dickson kunde lyckligt återvända till sitt hem i Illinois. Han återvände inte till Klippiga Bergen, men han fortsatte att jaga i Missouri på vintrarna. På somrarna brukade han sin gård. På grund av sina upplevelser i vildmarken genomgick han en religiös väckelse och blev en aktiv metodist.